# Colin Ferguson
Colin Ferguson (Montréal, 22 luglio 1972) è un attore e regista canadese naturalizzato statunitense.

## Biografia
Ha iniziato la sua carriera artistica nell'improvvisazione teatrale con il gruppo "On the Spot" di Montreal, contribuendo poi a fondare la sede di Detroit di "The Second City". Dal 1996 ha partecipato come attore a varie serie tv e film.
Faceva parte del cast del telefilm Eureka, serie del canale Syfy trasmessa dal 2006, nel ruolo del protagonista, sceriffo Jack Carter. Alla serie ha anche contribuito come regista in due episodi. Ha esordito come regista cinematografico nel 2010, con Triassic Attack.
Nel 2014 entra nel cast della sesta stagione di  The Vampire Diaries  nel ruolo del cacciatore di vampiri Tripp Cooke.

## Filmografia parziale

### Attore

#### Cinema
- The Opposite of Sex - L'esatto contrario del sesso (The Opposite of Sex), regia di Don Roos (1998)
- Perché te lo dice mamma (Because I Said So), regia di Michael Lehmann (2007)

#### Televisione
- More Tales of the City – miniserie TV, regia di Pierre Gang (1998)
- Il mistero della porta accanto (The House Next Door) – film TV, regia di Jeff Woolnough (2006)
- La vita che sognavo (Playing House), regia di Kelly Makin – film TV (2006)
- Eureka – serie TV, 77 Episodi (2006-2012)
- CSI: Miami – serie TV, episodio 5x18 (2007)
- Fear Itself – serie TV, un episodio (2008)
- Lake Placid 3 - Calma apparente (Lake Placid 3), regia di Griff Furst (2009)
- Haven – serie TV, 10 episodi (2013-2015)
- The Vampire Diaries – serie TV, 7 episodi (2014)
- Major Crimes – serie TV, un episodio (2014)
- Cedar Cove - serie TV, 11 episodi (2013-2015)
- Una strana storia di Natale (Every Christmas Has a Story), regia di Ron Oliver – film Tv (2016)
- Case e misteri - Incastrato per omicidio (Framed for Murder: A Fixer Upper Mystery), regia di Mark Jean – film TV (2017)
- Case e misteri - Perizia mortale (Deadly Deed: A Fixer Upper Mystery), regia di Mark Jean – film TV (2018)
- Natale a Honeysuckle Lane (Christmas on Honeysuckle Lane), regia di Maggie Greenwald – film TV (2018)
- L'estate nei tuoi occhi (The Summer I Turned Pretty) – serie TV, 5 episodi (2022-2023)

### Regista
- Eureka – serie TV, 2 episodi (2009-2010)
- Triassic Attack - Il ritorno dei dinosauri (Triassic Attack) (2010)

## Doppiatori italiani
Nelle versioni in italiano delle opere in cui ha recitato, Colin Ferguson è stato doppiato da:
- Fabrizio Pucci in Cedar Cove, The Vampire Diaries
- Sergio Luzi in Harvard contro Yale
- Antonio Palumbo in Eureka
- Vittorio Guerrieri in La vita che sognavo
- Luigi Scribani in Perché te lo dice mamma
- Alessandro Rossi in CSI: Miami
- Massimo Bitossi in Malcolm
- Tony Sansone in Fear Itself
- Gianluca Machelli in Major Crimes
- Alberto Bognanni in Case e misteri
- Roberto Certomà ne L'estate nei tuoi occhi